# 비토리아 델라 로베레
비토리아 델라 로베레(이탈리아어: Vittoria della Rovere, 1622년 2월 7일 ~ 1694년 3월 5일)는 토스카나 대공 페르디난도 2세 데 메디치의 배우자이다.
비토리아는 우르비노 공자 페데리코 우발도 델라 로베레와 토스카나 대공녀 클라우디아 데 메디치 사이에서 태어났다. 이듬해인 1623년 비토리아는 사촌오빠 페르디난도와 약혼했고 같은 해에 아버지 페데리코가 죽었다. 어머니 클라우디아는 몇 년 뒤 오스트리아 대공 레오폴트 5세와 재혼했다.
비토리아는 할아버지 우르비노 공의 유일한 후계자였지만 그의 사후 영토는 교황 우르바노 8세에 의해 교황령으로 병합되었고 대신 그녀는 로베레와 몽테펠트로의 공작위 및 가문의 막대한 미술 컬렉션들을 상속받았다.

## 자녀
- 코시모 3세(1642~1723) 토스카나 대공
- 프란체스코 마리아(1660~1711) 추기경